# Saint-Laurent-d'Agny
Saint-Laurent-d'Agny este o comună în departamentul Rhône din sud-estul Franței. În 2009 avea o populație de 2.066 de locuitori.

## Evoluția populației
| An        | 1975 | 1982  | 1990  | 1999  | 2006  | 2009  |
| --------- | ---- | ----- | ----- | ----- | ----- | ----- |
| Populație | 909  | 1.165 | 1.439 | 1.768 | 1.960 | 2.066 |